# SBCニュース JNN
『SBCニュース JNN』（エスビーシーニュース ジェイエヌエヌ）は、1958年10月25日のテレビ放送開始から1975年3月30日まで信越放送が使用していたラジオ東京テレビ→東京放送製作の全国ニュースの差し替えタイトルだが、放送時間によっては差し替えられないケースもあったため、自主製作の場合でもこのタイトルを用いた。また、1959年8月1日のJNN発足まではただ単に『SBCニュース』であった。

## 差し替えタイトルとして使っていた枠
- 昼のJNNニュース枠：テレビ放送開始から1975年3月30日まで
- 最終版のJNNニュース枠：テレビ放送開始から1975年3月30日まで ※全曜日が終了したのはこの日であった。

## 独自製作の全国ニュースタイトルとして使っていた枠
- 日曜夕方のJNNニュース枠：1965年4月4日 - 1973年3月25日 ※『JNNニュースコープ』の日曜版が信越放送でもネットするまで独自に製作・放送していた。
- 最終版のJNNニュース枠：1969年4月4日 - 1973年9月30日 ※1969年3月31日に『JNNニュースデスク』がスタートしているが、信越放送では開始からしばらく金曜日と土曜日をネットできずに独自の放送を続けていた。